# Alstom Citadis
El CITADIS es una familia de tranvía de piso bajo construido por Alstom en La Rochelle (Francia) y Barcelona (España). Un diseño estándar y modular le permite incrementar la capacidad de transporte de pasajeros aumentando su longitud de 30 a 50 metros. También permite la personalización, siendo adaptable a los gustos y necesidades del cliente. La familia Citadis incluye tranvías parcialmente de piso bajo y tranvías 100% de piso bajo, en versiones con tres, cinco y siete módulos. Actualmente más de 1140 vehículos Citadis se utilizan en 28 ciudades tales como: Burdeos, Lyon, Montpellier, Orleans, la zona de París, Barcelona, Dublín, Madrid, Tenerife, Buenos Aires, Murcia, Melbourne y Róterdam. Entre los nuevos clientes se encuentran la ciudad de Estambul, con un pedido de 30 unidades, y Argel, donde Alstom suministrará 41 tranvías Citadis para su primera línea de tranvía que unirá el centro con los nuevos barrios del este.
Sus principales competidores son los tranvías Bombardier Flexity, Cobra e Incentro; los CAF Urbos y los Siemens S70 y Combino.

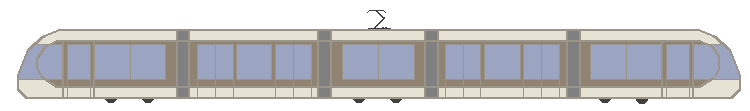
Tranvía Citadis 302.

## Modelos

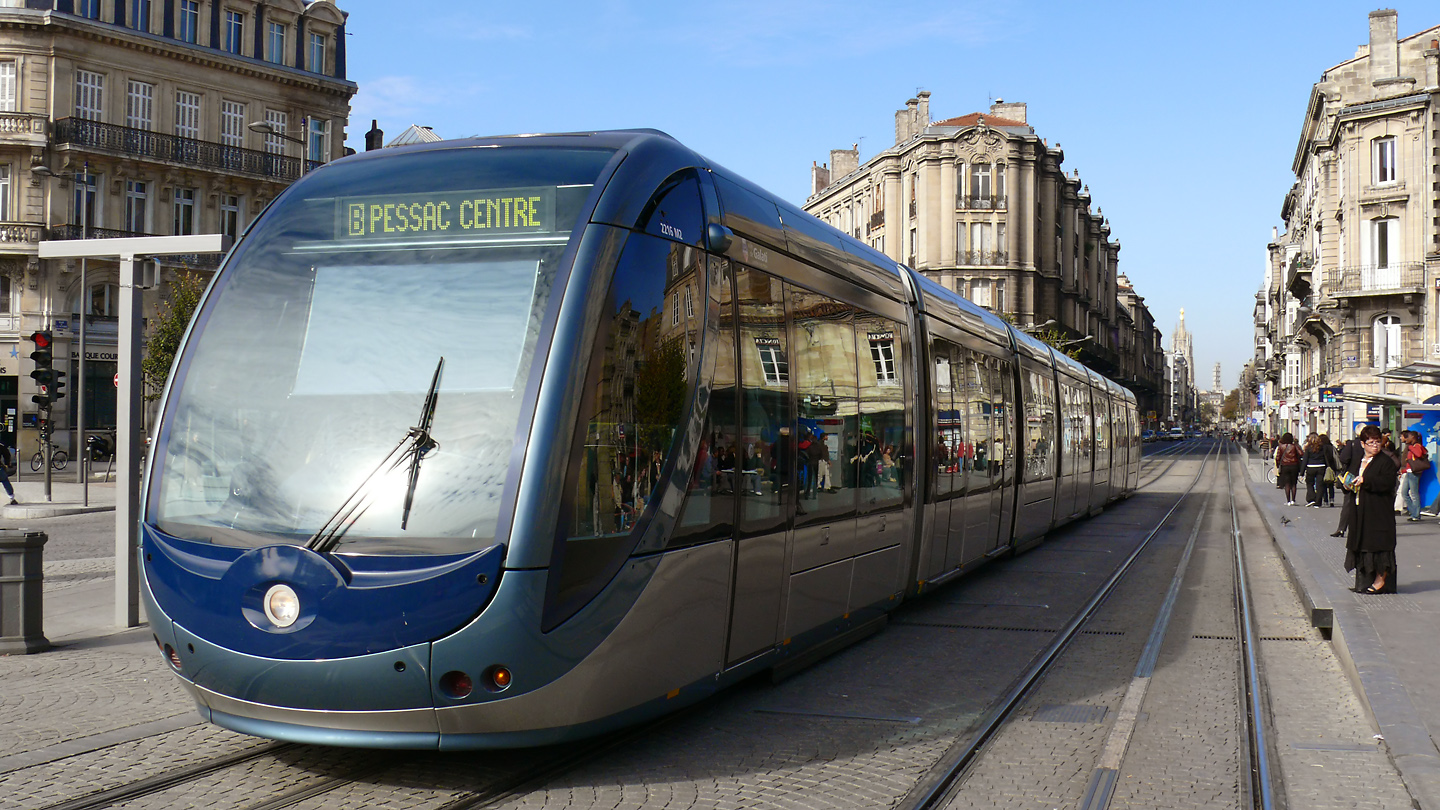
Citadis 402 en Burdeos (Línea B, Estación Victoire) con alimentación por suelo APS.

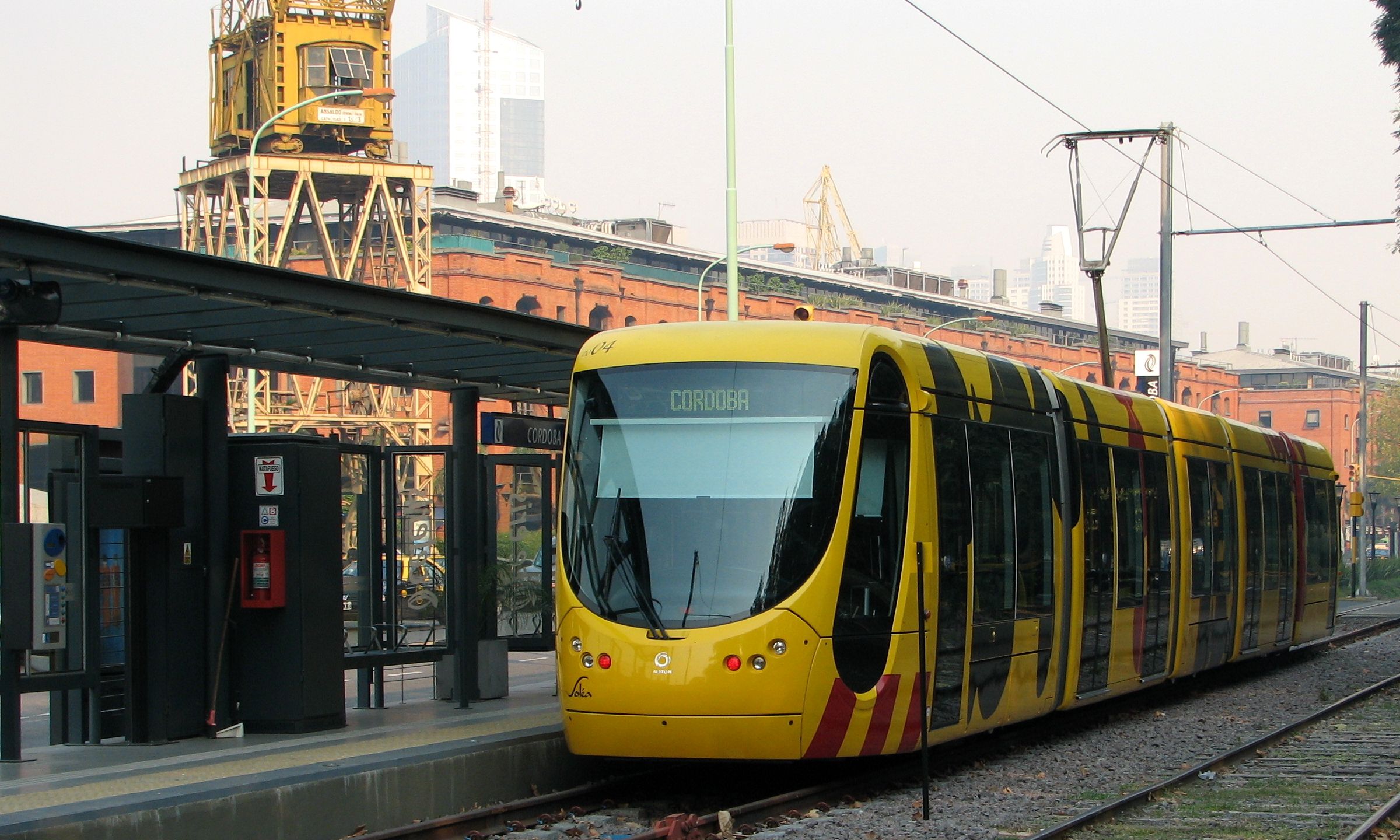
Citadis 302 del Tranvía del Este de Buenos Aires.

| Series | Módulos | Piso bajo | Sistemas |
| ------ | ------- | --------- | --- |
| 202    | Tres    | 100%      | Tranvía de Melbourne → en |
| 301    | Tres    | 70%       | Tranvía de Montpellier, Tranvía de Orléans → fr, Tranvía de Dublín → en |
| 302    | Cinco   | 100%      | Tram (operador) de Barcelona , Metro Ligero de Madrid, Tranvía de Buenos Aires, Tranvía de Burdeos, Tranvía de Cuenca, Tranvía de Jaén, Tranvía de Le Mans → fr, Tranvía de Lyon, Tranvía de Montpellier, Tranvía de Mulhouse, Tranvía de Murcia, Tranvía de Orléans (2011) → fr, Tranvía de París, Tranvía de Parla, Tranvía de Reims → en, Tranvía de Tenerife, Tranvía de Toulouse, Tranvía de Valenciennes → en |
| 401    | Cinco   | 70%       | Tranvía de Montpellier |
| 402    | Siete   | 100%      | Tranvía de Burdeos, Tranvía de Grenoble → en, Tranvía de París |
| 403    | Siete   | 100%      | Tranvía de Estrasburgo |

### Configuraciones
Gama de tranvías de piso bajo integral:
- Tres módulos: longitud: 20 m, 140 pasajeros: 40 sentados, 100 de pie
- Cinco módulos: longitud: 30 m, 200 pasajeros: 56 sentados, 144 de pie
- Siete módulos: longitud: 40 m, 300 pasajeros: 70 sentados, 230 de pie

### Características técnicas
- Potencia: 720 kW
- Velocidad máxima: 70 km/h

### Subsistemas y componentes
Convertidor de tracción asíncrona ONIX basado en tecnología IGBT, alimenta los tranvías Citadis y el material rodante desde:
- La electricidad suministrada por la catenaria aérea
- APS a nivel del suelo

Sistema de APS (de alimentación por suelo) consiste en alimentación integrada en la plataforma tranviaria. Ya implantado con éxito en el tranvía de Burdeos (Francia), permite que el tranvía Citadis recorra largas distancias sin catenaria aérea.
- Baterías para distancias cortas

La tracción alimentada con baterías es utilizada en los Citadis de Niza (Francia) para eliminar los cables aéreos en trayectos cortos inferiores a un kilómetro.
- Volante de inercia

En Róterdam (Países Bajos), Alstom ha probado su tercera solución de autonomía energética Citadis: el volante de inercia. Este sistema almacena la energía en secciones con catenaria para suministrarla después en secciones sin catenaria, que pueden llegar a superar un kilómetro. Gracias a la recuperación de la energía de frenado, se puede ahorrar hasta un 30% de energía de tracción.

## Citadis Dualis
El Citadis Dualis es un tipo de material rodante de tren-tram (tren-tranvía) construido por Alstom y derivado de los Citadis, desarrollado en el centro de producción de Alstom de Valenciennes. Su arquitectura de tranvía le permite circular en ciudad y sus prestaciones de tren le permiten circular a más de 100 km/h en la periferia. El concepto de tren-tranvía ya ha atraído a la SNCF (el operador público francés), que colocó un primer pedido en 2007, los primeros trenes Citadis Dualis deberán entrar en servicio en enero de 2010 en la red de Nantes y, en marzo de 2010, en la red de Lyon.
El concepto fue desarrollado inicialmente en Alemania, donde Alstom ha puesto en servicio una red de 122 km de su modelo «Regio-Citadis» entre Kassel y Warburg, en los Países Bajos entre La Haya y Róterdam, y una segunda línea entre La Haya y Zoetermeer. El modelo Regio Citadis ha sido sustituido por Citadis Dualis, rediseñado para funcionar en la misma línea de trenes regionales.

### Configuraciones
- Periurbana:
  - Tres módulos: longitud: 42 m, ancho: 2,65 m, 220 pasajeros: 95 sentados
- Suburbana:
  - Tres módulos: longitud: 42 m, ancho: 2,65 m, 240 pasajeros: 80 sentados

- Modularidad
  - Longitud: 33 m, 42 m o 52 m
  - Ancho: 2,40 m o 2,65 m
  - Altura: 3,37 m

### Características técnicas
- Compatibilidad entre las redes de tranvía y suburbano
  - 3 tipos de alimentación en función de las redes: 25 kV-750 v/ 1.500 V-750 V/ diésel-750 V
  - La señalización ferroviaria permite una evolución hacia los estándares europeos de ERTMS (European Rail Traffic Management System, Sistema de Gestión de Tráfico Ferroviario Europeo)[4]
  - Ruedas adaptadas a las vías del tranvía y a las vías de los trenes regionales

- Confort y accesibilidad
  - Personalización del interior
  - Piso bajo integral y zonas especiales para sillas de ruedas
  - Video-vigilancia e información en tiempo real
  - Trenes equipados para instalar multimedia WiFi
  - Equipos sanitarios

- Velocidad máxima: 100 km/h (62 mph)

## Galería

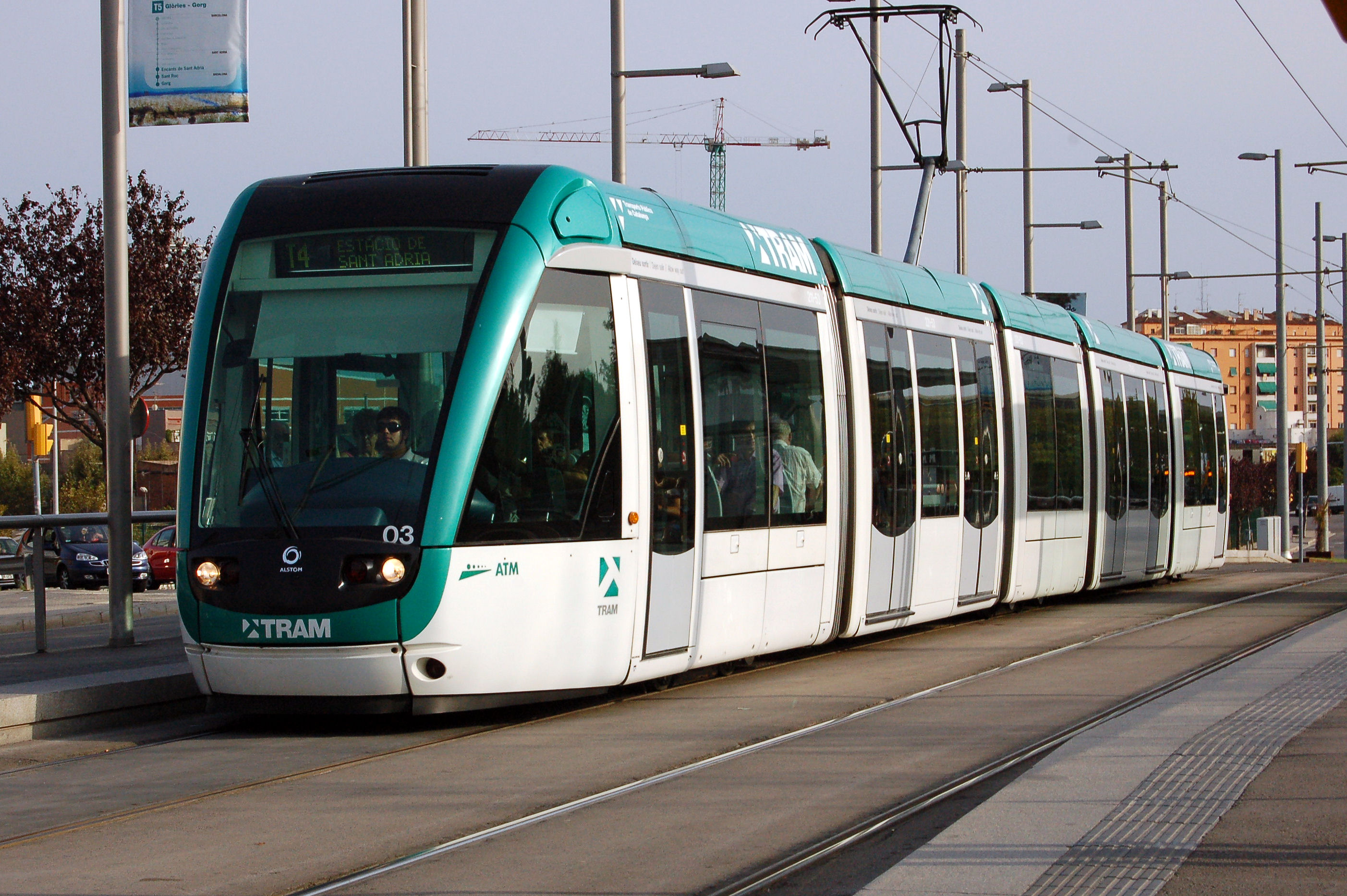
Citadis 302 en Barcelona
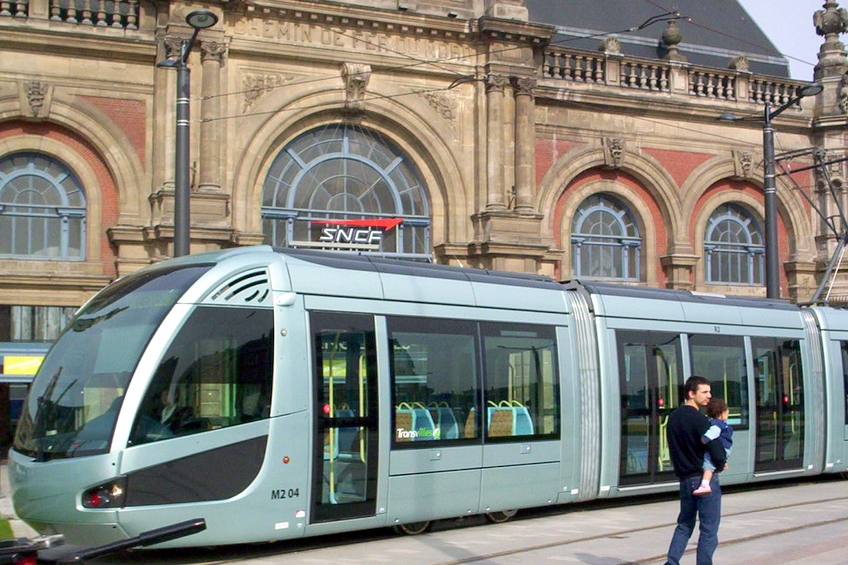
Citadis 302 en Valenciennes
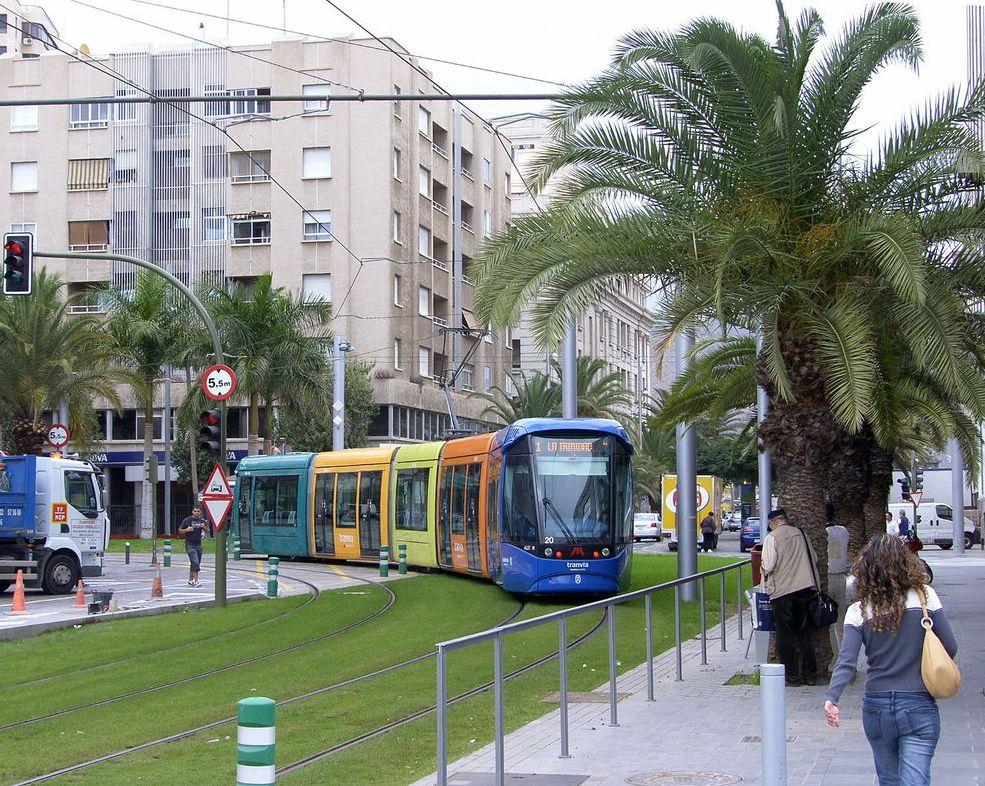
Citadis 302 de la línea 1 del Tranvía de Tenerife, Islas Canarias
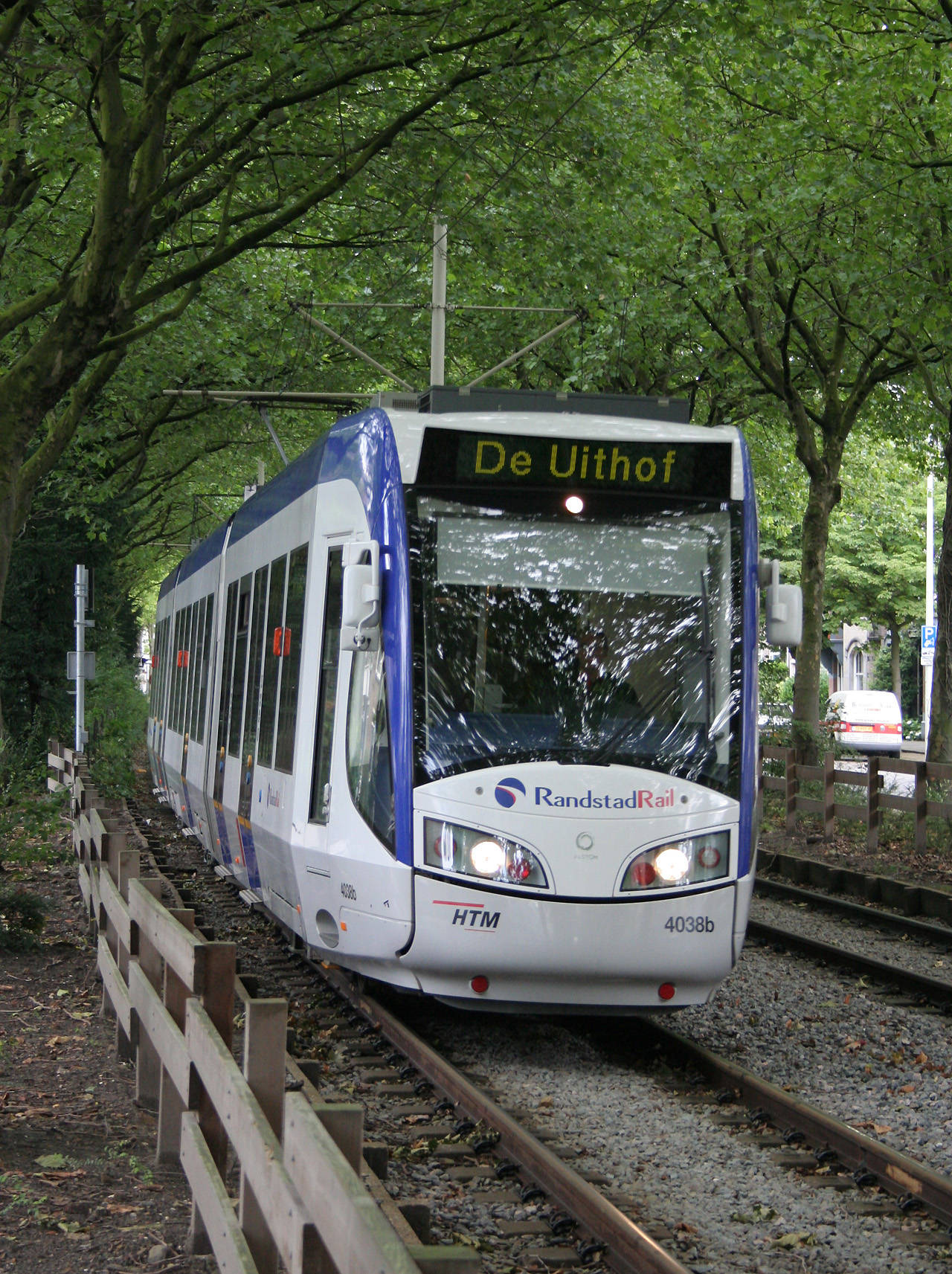
Tren-tram RegioCitadis en La Haya
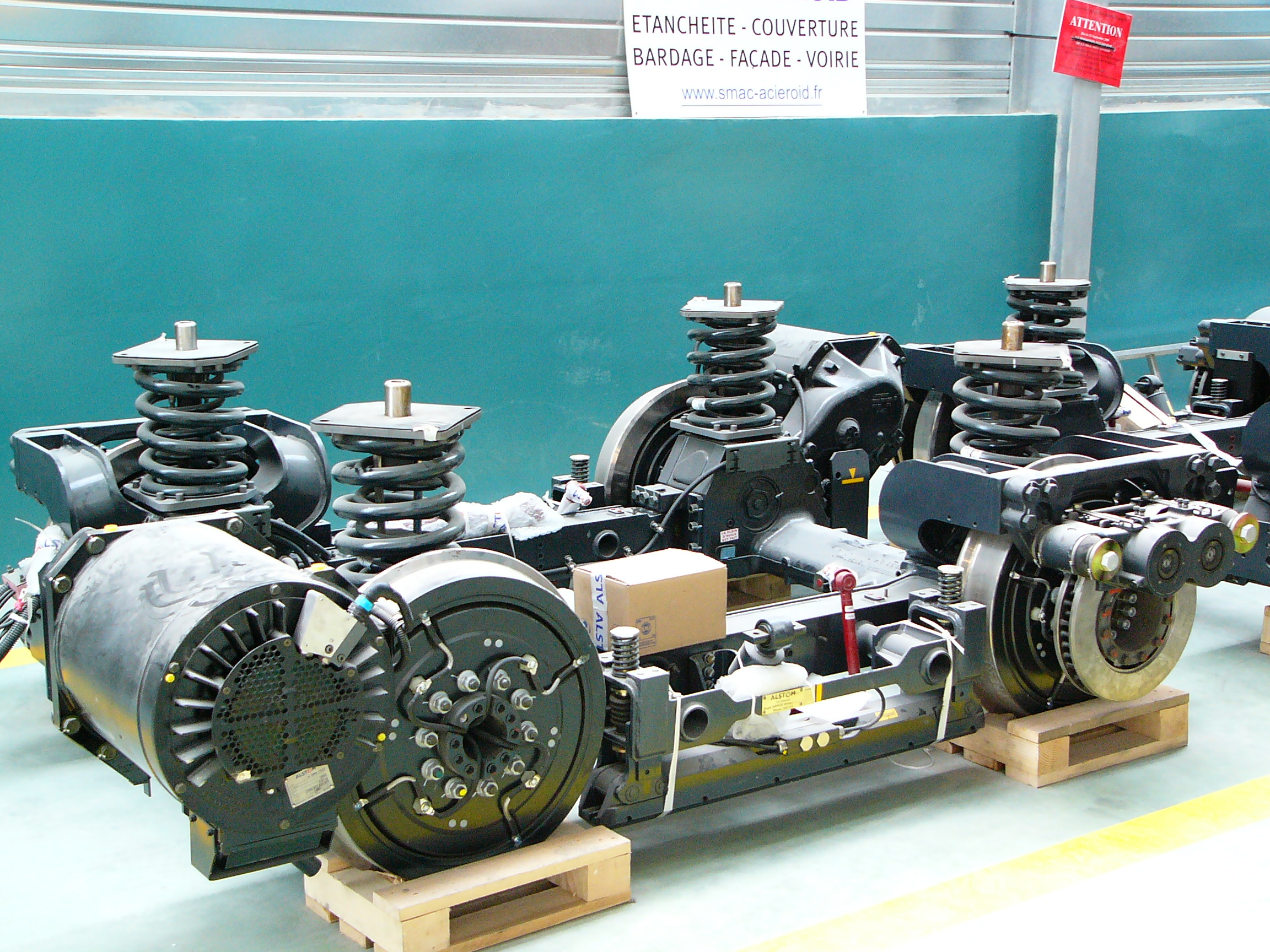
Marco de bastidor de un Citadis 302 de la Línea 3 del tranvía de París
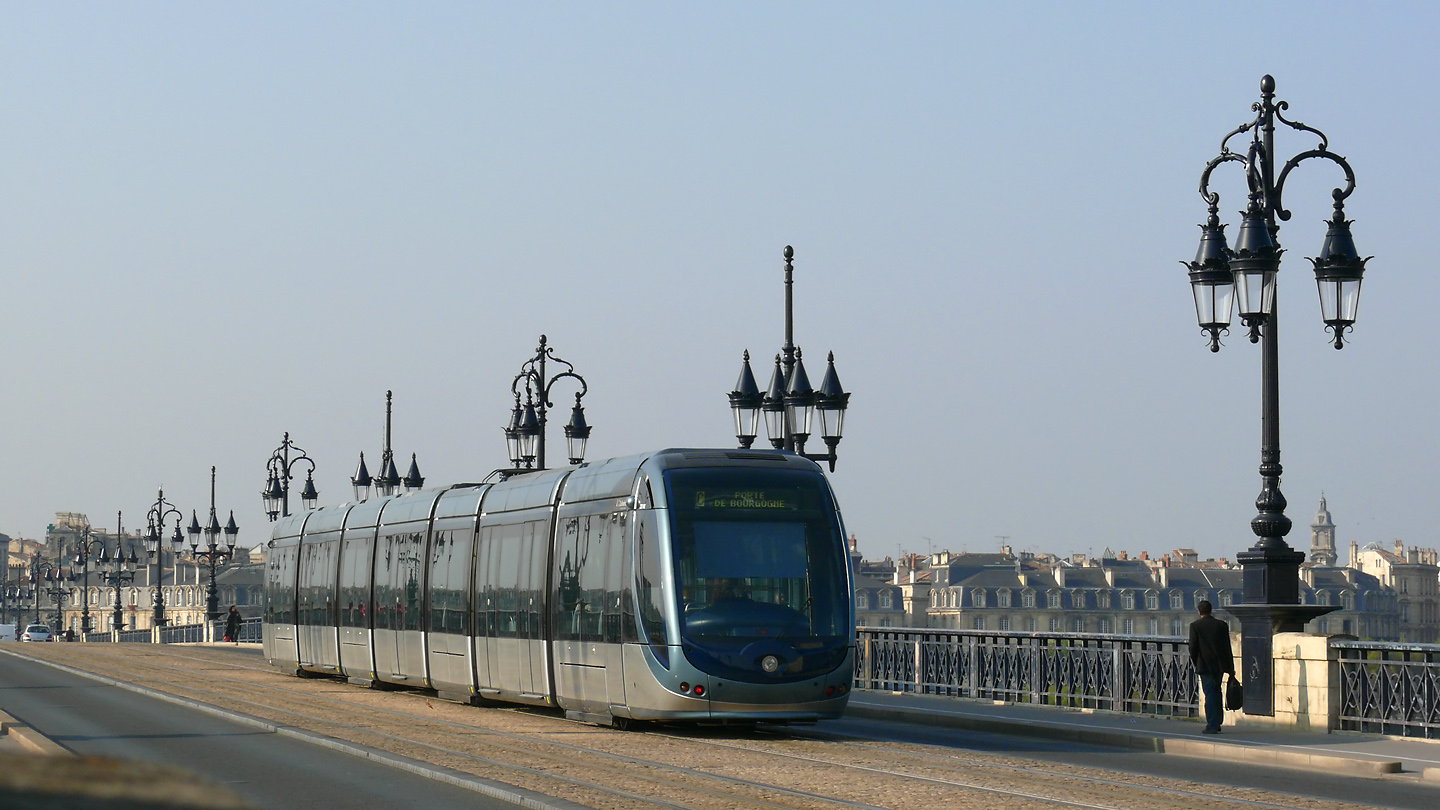
Citadis 402 sin catenaria aérea en Burdeos
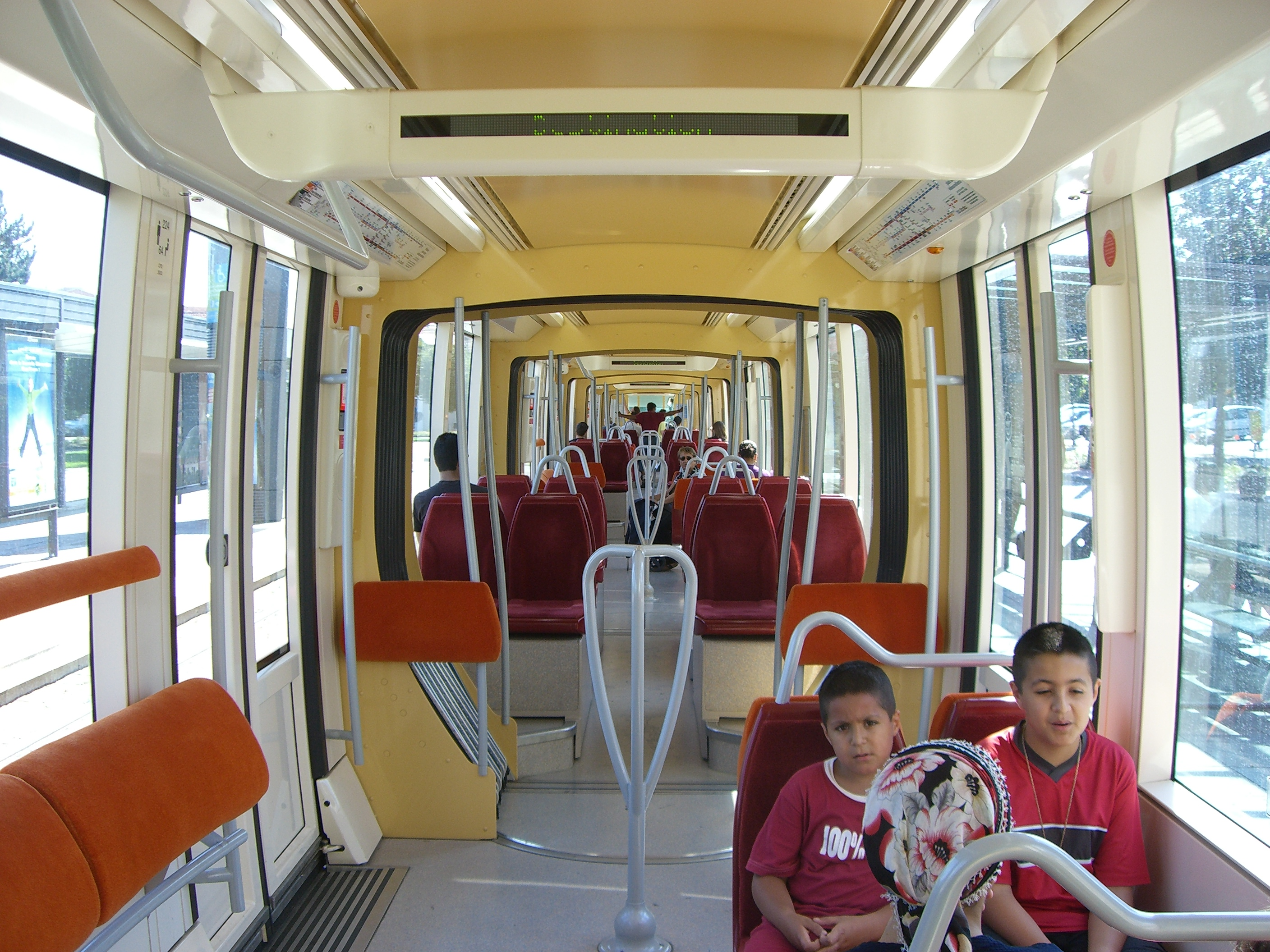
Interior de Citadis 403 del Tranvía de Estrasburgo
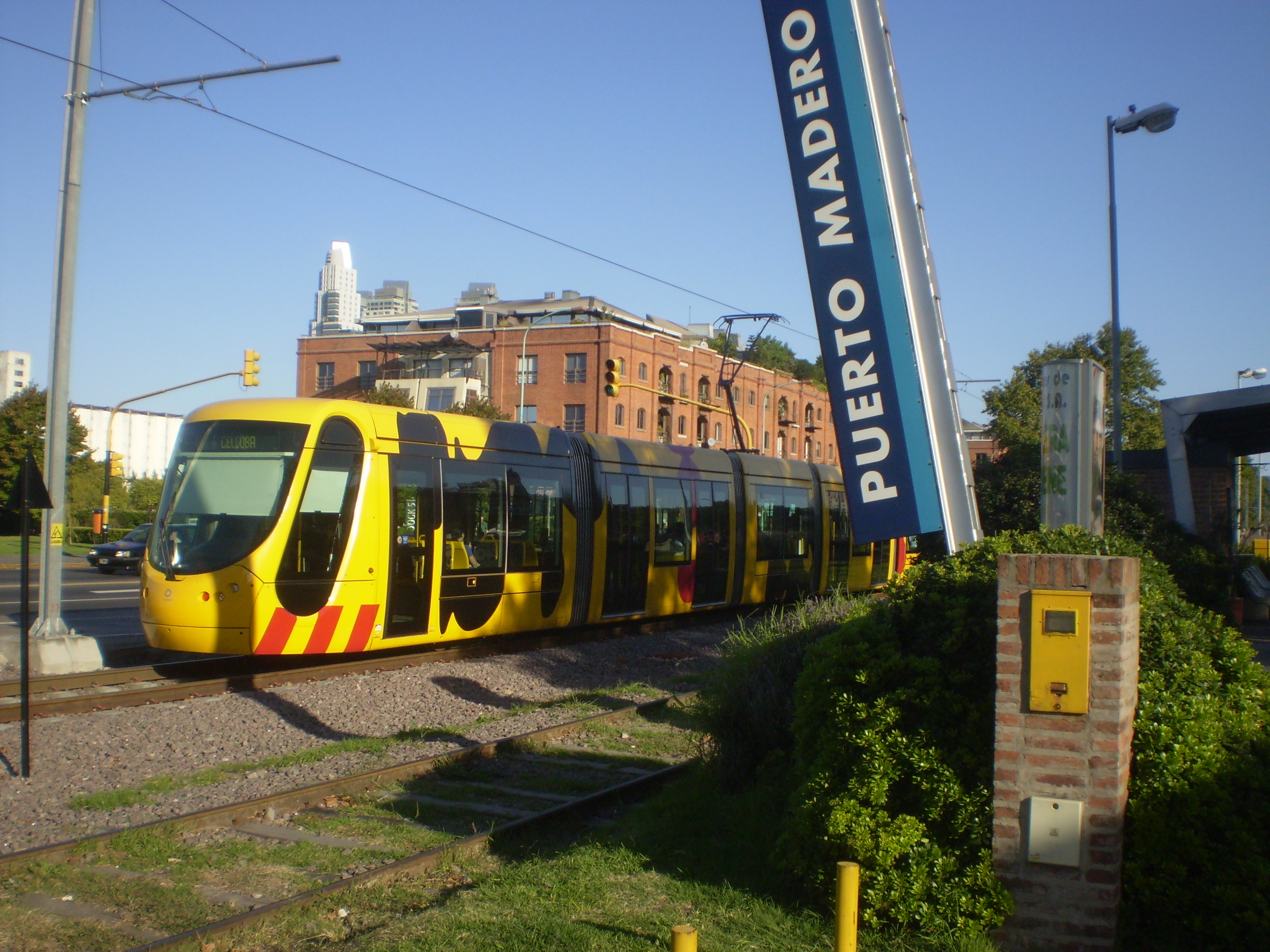
Citadis 302 experimental en la línea del Tranvía del Este, Buenos Aires
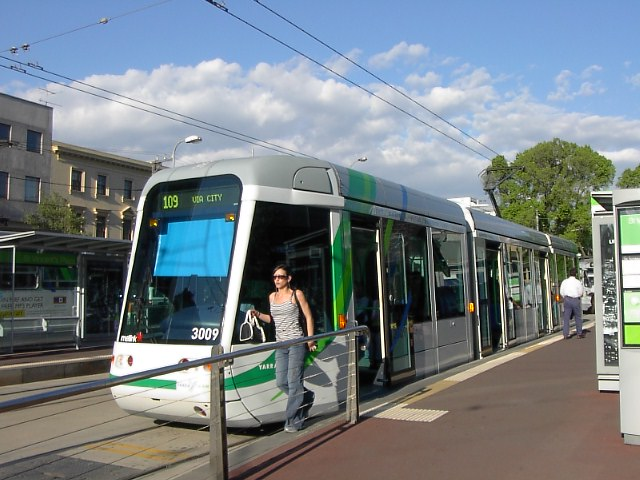
Citadis 202 en Melbourne
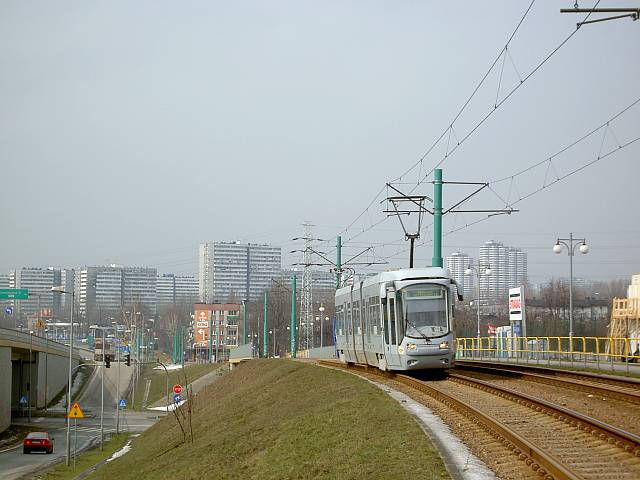
Citadis 116Nd en Katowice en Silesia

## Sistemas alrededor del mundo
Argelia
- Argel: Tranvía de Argel → fr

Alemania
- Kassel: RegioTram Kassel → de

Argentina

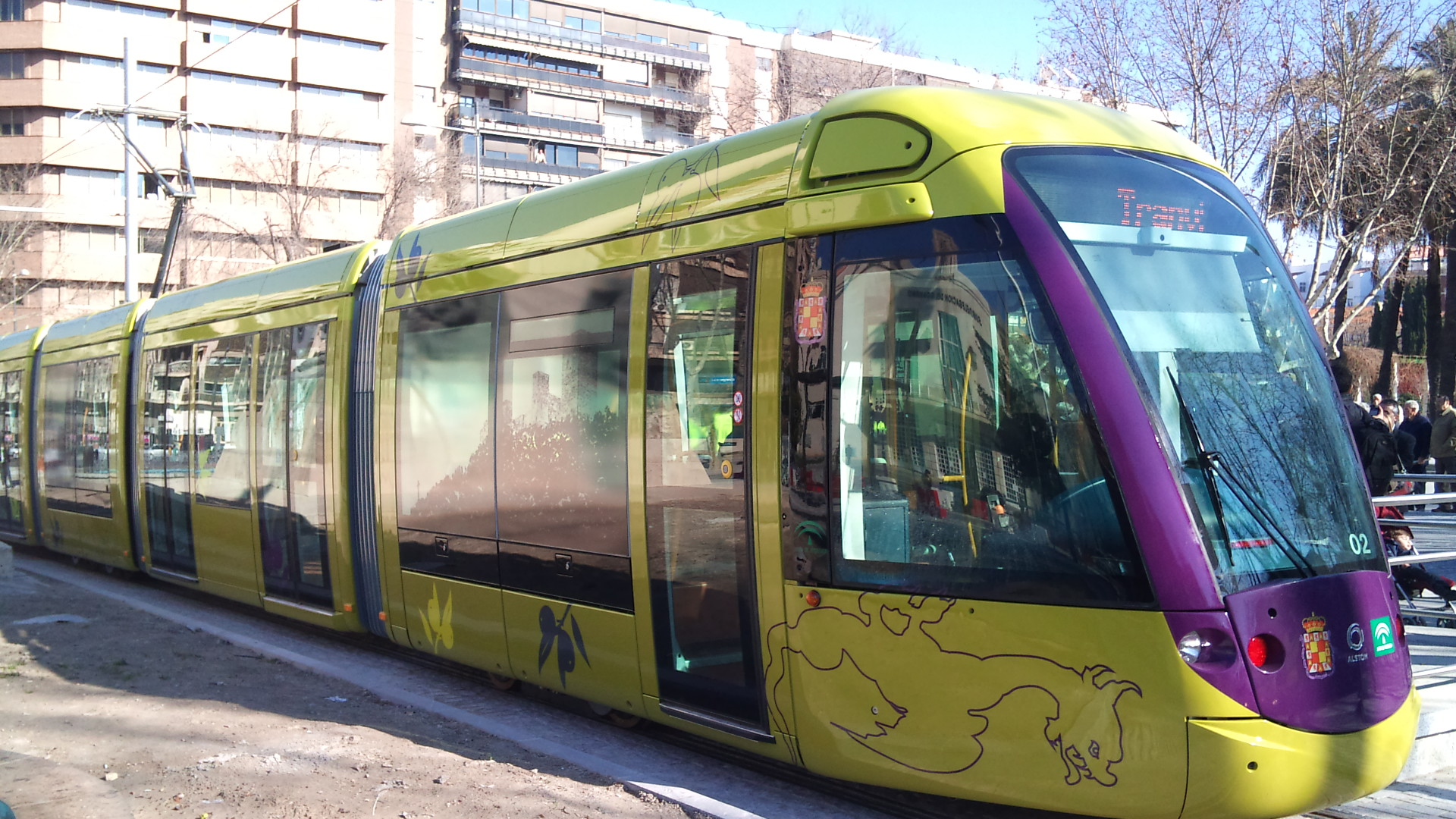
Citadis 302 en Jaén.

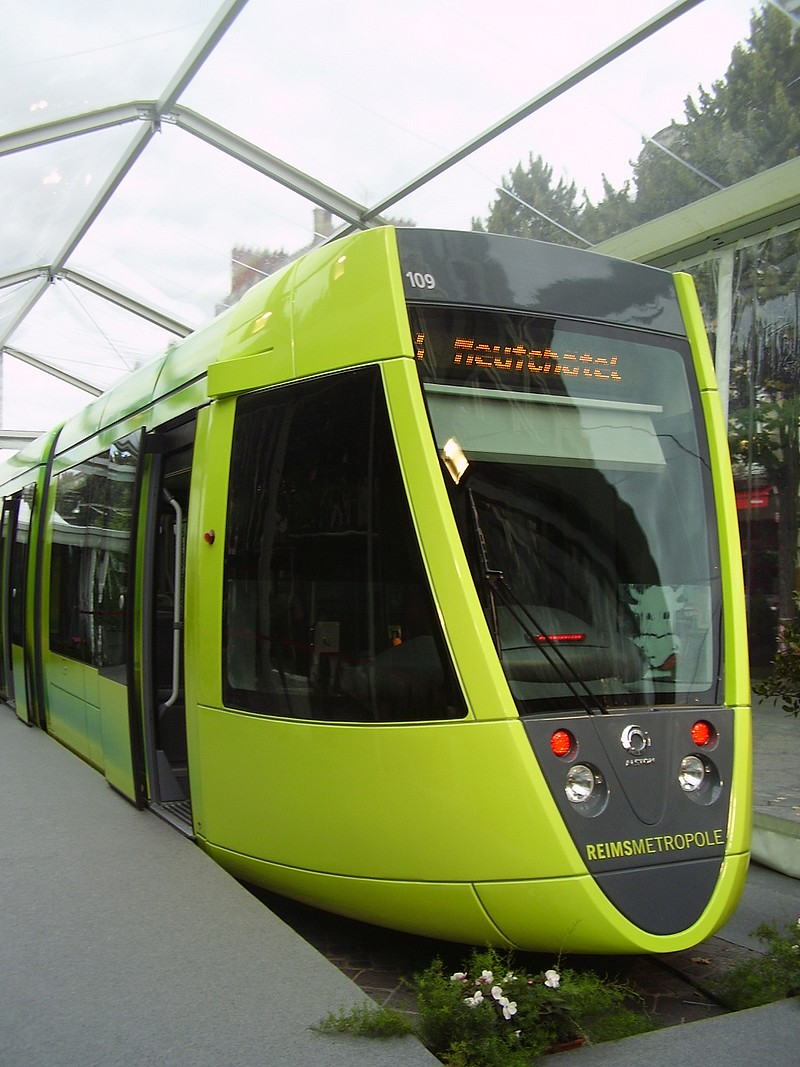
Maqueta tamaño final de Tramway de Reims.

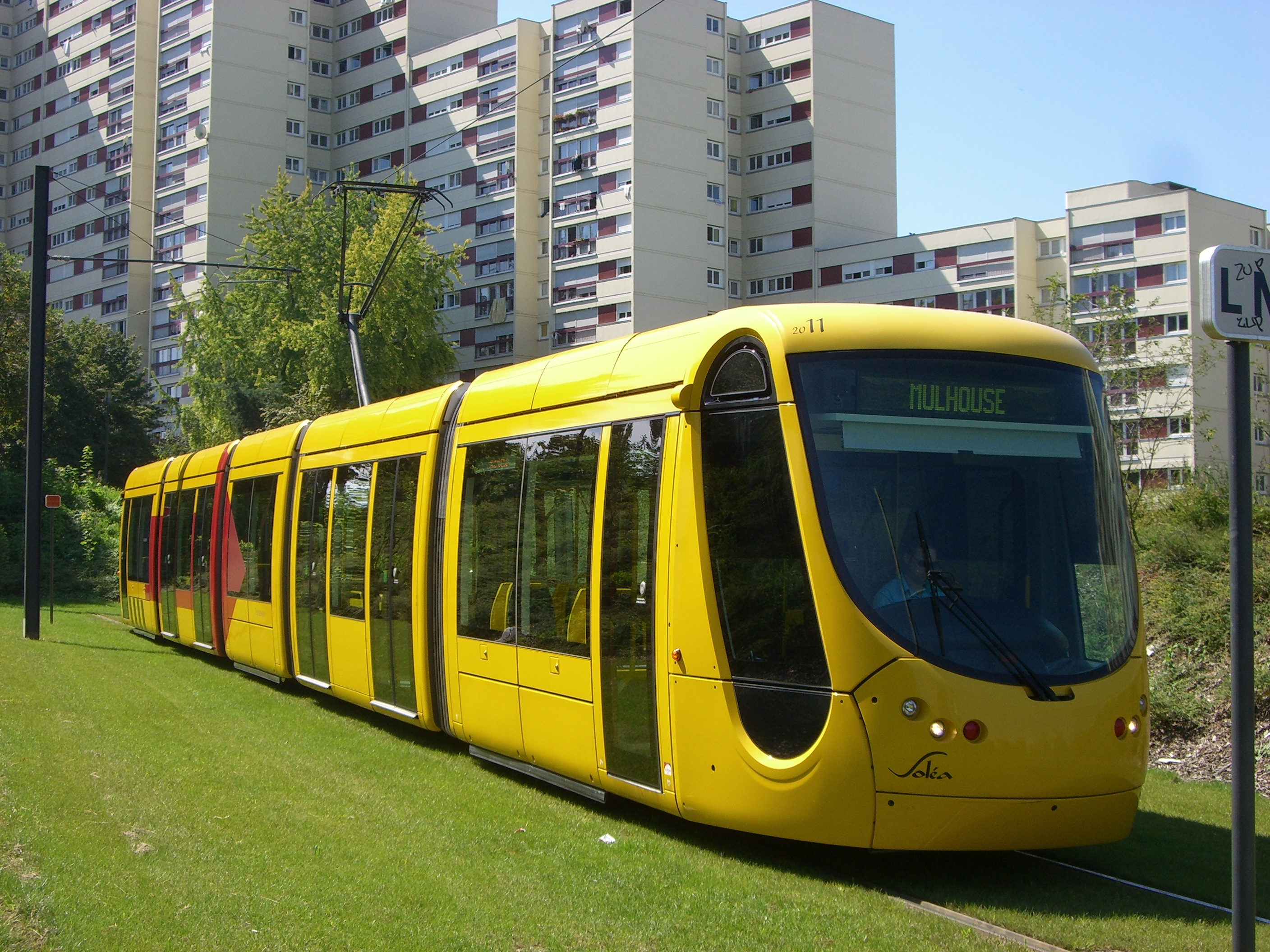
Mulhouse.

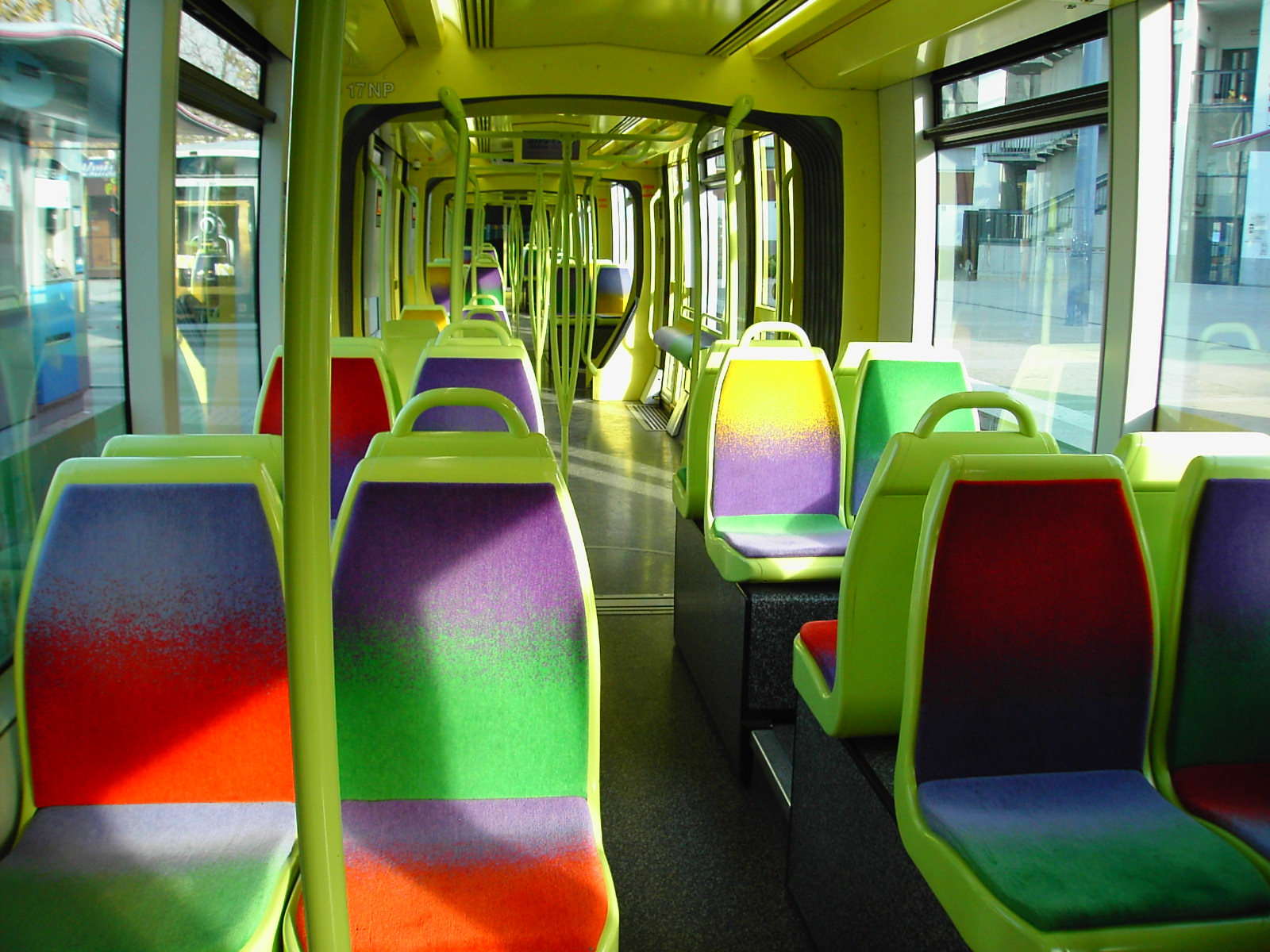
Interior Tramway de Grenoble.

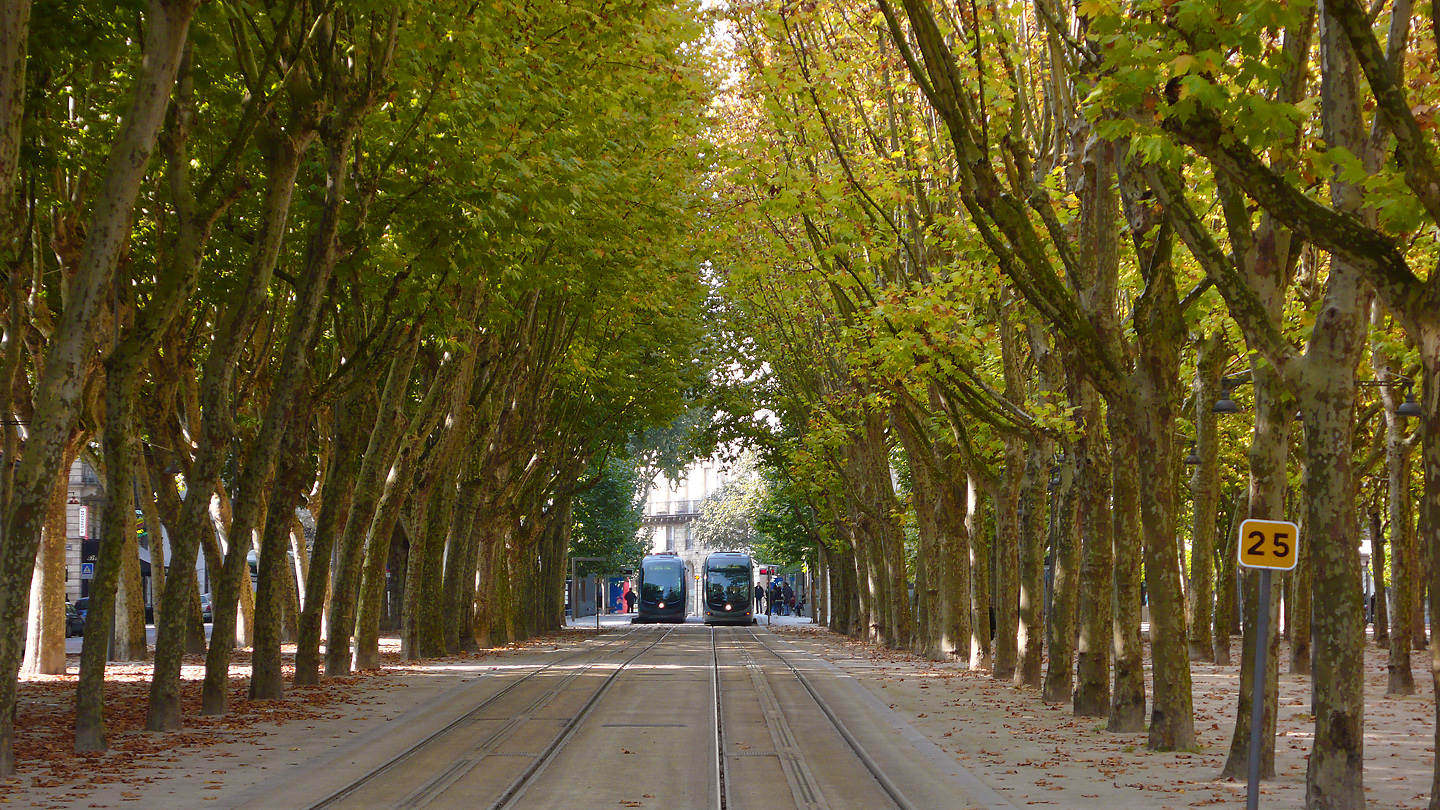
Dos Citadis 302 de la línea C en Quinconces Burdeos.

- Buenos Aires: Tranvía del Este (en desuso)

Australia
- Melbourne: Tranvía de Melbourne → en

Ecuador
- Cuenca: Tranvía de Cuenca

Emiratos Árabes Unidos
- Dubái: Safouh Yellow Line Tramway[5]

España
- Barcelona: Tranvía de (Trambaix y Trambesòs)
- Jaén: Tranvía de Jaén
- Madrid: Metro Ligero de Madrid
- Murcia: Tranvía de Murcia
- Parla: Tranvía de Parla
- Tenerife: Islas Canarias Tranvía de Tenerife

Francia
- Angers: Tranvía de Angers → en
- Burdeos: Tranvía de Burdeos
- Estrasburgo: Tranvía de Estrasburgo
- Grenoble: Tranvía de Grenoble → en
- Le Mans: Tranvía de Le Mans → fr
- Lyon: Tranvía de Lyon
- Montpellier: Tranvía de Montpellier → en
- Mulhouse: Tranvía de Mulhouse → fr
- Niza: Tranvía de Niza → en
- Orleans: Tranvía de Orléans → fr
- París: Tranvía de París
- Reims: Tranvía de Reims → en
- Toulouse: Tranvía de Toulouse
- Valenciennes: Tranvía de Valenciennes → en
- La Rochelle: (En prueba una nueva generación de tranvía experimental Citadis, línea de 1 km.)

Irlanda
- Dublín: Tranvía de Dublín → en

Israel
- Jerusalén: → he, → en

Marruecos
- Rabat-Salé: Tranvía de Rabat-Salé → fr

Países Bajos
- Róterdam: RandstadRail → en
- La Haya: RandstadRail → en

Túnez 
- Túnez: → en

Turquía 
- Estambul: Tranvía de Estambul Línea T1[6]